# Anisophyllea
Anisophyllea, biljni rod iz porodice Anisophylleaceae, dio reda Cucurbitales. Sastoji se od 56 vrsta, uglavnom drveća iz tropske Azije, Afrike i Južne Amerike.
Rod je opisan u Transactions of the Horticultural Society of London 5: 446. 1824.

## Vrste
1. Anisophyllea apetala Scort. ex King
2. Anisophyllea bakoensis Li Bing Zhang, Xin Chen & H.He
3. Anisophyllea beccariana Baill.
4. Anisophyllea biokoensis Li Bing Zhang, Xin Chen & H.He
5. Anisophyllea boehmii Engl.
6. Anisophyllea borneensis Li Bing Zhang, Xin Chen & H.He
7. Anisophyllea buchneri Engl. & Brehmer
8. Anisophyllea cabole Henriq.
9. Anisophyllea chartacea Madani
10. Anisophyllea cinnamomoides (Gardner & Champ.) Alston
11. Anisophyllea corneri Ding Hou
12. Anisophyllea cuneata Li Bing Zhang, Xin Chen & H.He
13. Anisophyllea curtisii King
14. Anisophyllea dinghoui Li Bing Zhang, Xin Chen & H.He
15. Anisophyllea disticha (Jack) Baill.
16. Anisophyllea fallax Elliott
17. Anisophyllea ferruginea Ding Hou
18. Anisophyllea glandibeccariana Li Bing Zhang, Xin Chen & H.He
19. Anisophyllea glandulifolia Madani
20. Anisophyllea glandulipetiolata Li Bing Zhang, Xin Chen & H.He
21. Anisophyllea globosa Madani
22. Anisophyllea grandis Benth.
23. Anisophyllea griffithii Oliv.
24. Anisophyllea guianensis Sandwith
25. Anisophyllea impressinervia Madani
26. Anisophyllea insularis Li Bing Zhang, Xin Chen & H. He
27. Anisophyllea ismailii J. A. Mc Donald
28. Anisophyllea laurina R. Br. ex Sabine
29. Anisophyllea madagascarensis Li Bing Zhang, Xin Chen & H.He
30. Anisophyllea malayensis Li Bing Zhang, Xin Chen & H.He
31. Anisophyllea manausensis Pires & W.A.Rodrigues
32. Anisophyllea masoalensis Li Bing Zhang, Xin Chen & H.He
33. Anisophyllea mayumbensis Exell
34. Anisophyllea meniaudii Aubrév. & Pellegr.
35. Anisophyllea myriosticta Floret
36. Anisophyllea myriostictoides Li Bing Zhang, Xin Chen & H.He
37. Anisophyllea neopurpurascens Li Bing Zhang, Xin Chen & H.He
38. Anisophyllea nitida Madani
39. Anisophyllea obanica Li Bing Zhang, Xin Chen & H.He
40. Anisophyllea obtusifolia Engl. & Brehmer
41. Anisophyllea parafallax Li Bing Zhang, Xin Chen & H.He
42. Anisophyllea penninervata J. E. Vidal
43. Anisophyllea polyneura Floret
44. Anisophyllea purpurascens Hutch. & Dalziel
45. Anisophyllea quangensis Engl. ex Henriques
46. Anisophyllea rengamensis Li Bing Zhang, Xin Chen & H.He
47. Anisophyllea reticulata Kochummen
48. Anisophyllea rubroglandula Li Bing Zhang, Xin Chen & H.He
49. Anisophyllea sabahensis Li Bing Zhang, Xin Chen & H.He
50. Anisophyllea sarawakensis Li Bing Zhang, Xin Chen & H.He
51. Anisophyllea schatzii Li Bing Zhang, Xin Chen & H.He
52. Anisophyllea scortechinii King
53. Anisophyllea sessiliflora Li Bing Zhang, Xin Chen & H.He
54. Anisophyllea setosa Mildbr.
55. Anisophyllea sororia Pierre
56. Anisophyllea sumatrana Li Bing Zhang, Xin Chen & H.He